# لوویتس
لوویتس (به آلمانی: Löwitz) یک منطقهٔ مسکونی در آلمان است که در دوخروو واقع شده‌است. لوویتس ۴۴۹ نفر جمعیت دارد.